# Paysage d'Auvers sous la pluie
Paysage d'Auvers sous la pluie est le titre d'une peinture à l'huile de Vincent van Gogh, peinte en juillet 1890 juste avant sa mort pendant son séjour à Auvers-sur-Oise. Elle mesure 50,3 × 100,2 cm.

## Histoire
En mai 1890, Vincent van Gogh quitte le Midi de la France et se rend à Auvers-sur-Oise, au nord de Paris, pour se mettre sous la garde du docteur Gachet. Entre le 17 juin et le 27 juillet, il peint treize toiles de 50 × 100 cm, montrant des vues de champs et de jardins autour d'Auvers. Il emprunte ce format à Puvis de Chavannes qu'il affectionne pour peindre les paysages autour d'Auvers.
Ce tableau a été légué par Mlle Gwendoline Davies par testament au musée national de Cardiff en 1952, sous le numéro NMW A 2463.

## Description
La peinture montre des rideaux de pluie lourde et venteuse qui traversent la surface de la toile en diagonales, en coups de pinceau expressifs, inspirés de la gravure sur bois de l'artiste japonais Hiroshige dans Le Pont sous la pluie que Van Gogh a copié en 1887. Il s'entiche de l'art japonais à Anvers en 1885 et, après son arrivée à Paris en 1886, il   commence à collectionner des gravures sur bois ukiyo-e japonaises. Il s'inspire d'Hiroshige dans son tableau Champ de blé sous la pluie (conservé au Philadelphia Museum of Art), peint à la fin de 1889 pendant son séjour à Saint-Rémy-de-Provence. L'influence des gravures sur bois japonaises est également visible dans la division de la surface de l'image en différentes parties colorées, marquant ainsi les champs, le village et le ciel (en opposant le jaune orangé et le bleu presque violet, complémentaires). La rangée de peupliers entourant Auvers vue au centre de la peinture n'est presque plus discernable.
Ce tableau fait écho à l'atmosphère du poème Jour de pluie, d'un des poètes favoris de Van Gogh, Longfellow, qui commence par ces mots: « Ma vie est froide, sombre et lugubre. La pluie tombe et le vent ne s'arrête jamais » ... et se termine par les mots : « Calme-toi, cœur triste! Et cesse de te plaindre. Le soleil brille toujours derrière les nuages. Ton destin est le destin commun à tous. Dans chaque vie, il doit tomber de la pluie. Certains jours doivent être sombres et lugubres. » Quelques jours plus tard, Van Gogh se suicide.